# Distretto di Xinyi
Il distretto di Xinyi (cinese tradizionale: 信義區; mandarino pinyin: Xìnyì Qū) è un distretto di Taipei. Ha una superficie di 11,21 km² e una popolazione di 228.011 abitanti al 2013.